# 4410 Kamuimintara
4410 Kamuimintara (1989 YA) là một tiểu hành tinh vành đai chính được phát hiện ngày 17 tháng 12 năm 1989 bởi Seiji Ueda và Hiroshi Kaneda ở Kushiro.